# Třída Adelaide
Třída Adelaide je třída víceúčelových fregat třídy Oliver Hazard Perry postavených pro australské námořnictvo. Byly to první australské válečné lodě s pohonem plynových turbín. Austrálie získala celkem šest jednotek této třídy, zařazených do služby v letech 1980–1993. Poslední byla vyřazena v říjnu 2019. Zatímco první čtyři jednotky byly po vyřazení zlikvidovány, poslední pár byl prodán Chile.

## Stavba
První čtyři jednotky postavila americká loděnice Todd Pacific Shipyards v Seattlu. Poslední dvě jednotky pak byly postaveny přímo v Austrálii loděnicí AMECON (pozdější Tenix) ve Williamstownu.
Jednotky třídy Adelaide:
| Jméno                                            | Spuštěna | Vstup do služby   | Status                                                                                                |
| ------------------------------------------------ | -------- | ----------------- | --- |
| Adelaide (FFG 01)                                | 1978     | 6. listopadu 1980 | Vyřazena 2008.                                                                                        |
| Canberra (FFG 02)                                | 1978     | 21. března 1981   | Vyřazena 2005.                                                                                        |
| Sydney (FFG 03)                                  | 1980     | 29. ledna 1983    | Vyřazena v listopadu 2015.                                                                            |
| Darwin (FFG 04)                                  | 1982     | 21. července 1984 | Vyřazena 9. prosince 2017.                                                                            |
| Almirante Latorre (FFG 14, ex Melbourne, FFG 05) | 1989     | 15. února 1992    | Vyřazena 26. října 2019. Dne 15. dubna 2020 zařazena do chilského námořnictva jako Almirante Latorre. |
| Capitán Prat (FFG 11, ex Newcastle, FFG 06)      | 1992     | 11. prosince 1993 | Vyřazena 30. června 2019. Dne 15. dubna 2020 zařazena do chilského námořnictva jako Captain Prat.     |

## Konstrukce

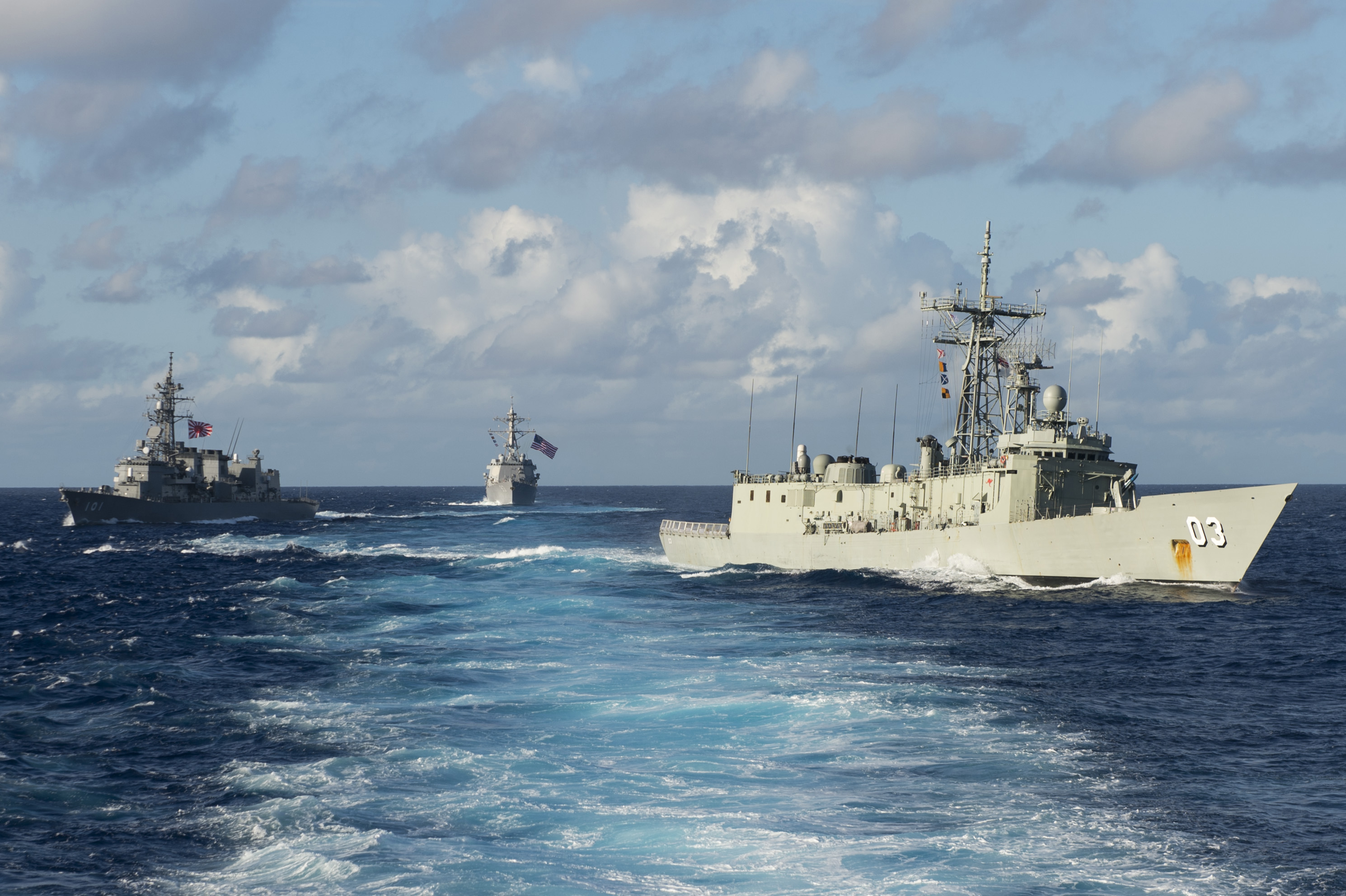
Sydney (FFG 03) na cvičení Pacific Bond 2013

Na přídi lodí se nachází jednoduché vypouštěcí zařízení Mk.13, společné pro protiletadlové řízené střely Standard SM-1MR (30 ks) a protilodní střely Harpoon (6 ks). V dělové věži na nástavbě je jeden 76mm kanón OTO Melara. Na střeše hangáru je dále umístěn jeden systém blízké obrany Phalanx CIWS. Protiponorkovou výzbroj tvoří dva tříhlavňové 324mm protiponorkové torpédomety. Na zádi lodí se nachází přistávací plocha a hangár pro uskladnění dvou protiponorkových vrtulníků S-70B-2 Seahawk. Pohonný systém tvoří dvě plynové turbíny General Electric LM2500. Nejvyšší rychlost fregat dosahuje 29 uzlů.

## Export

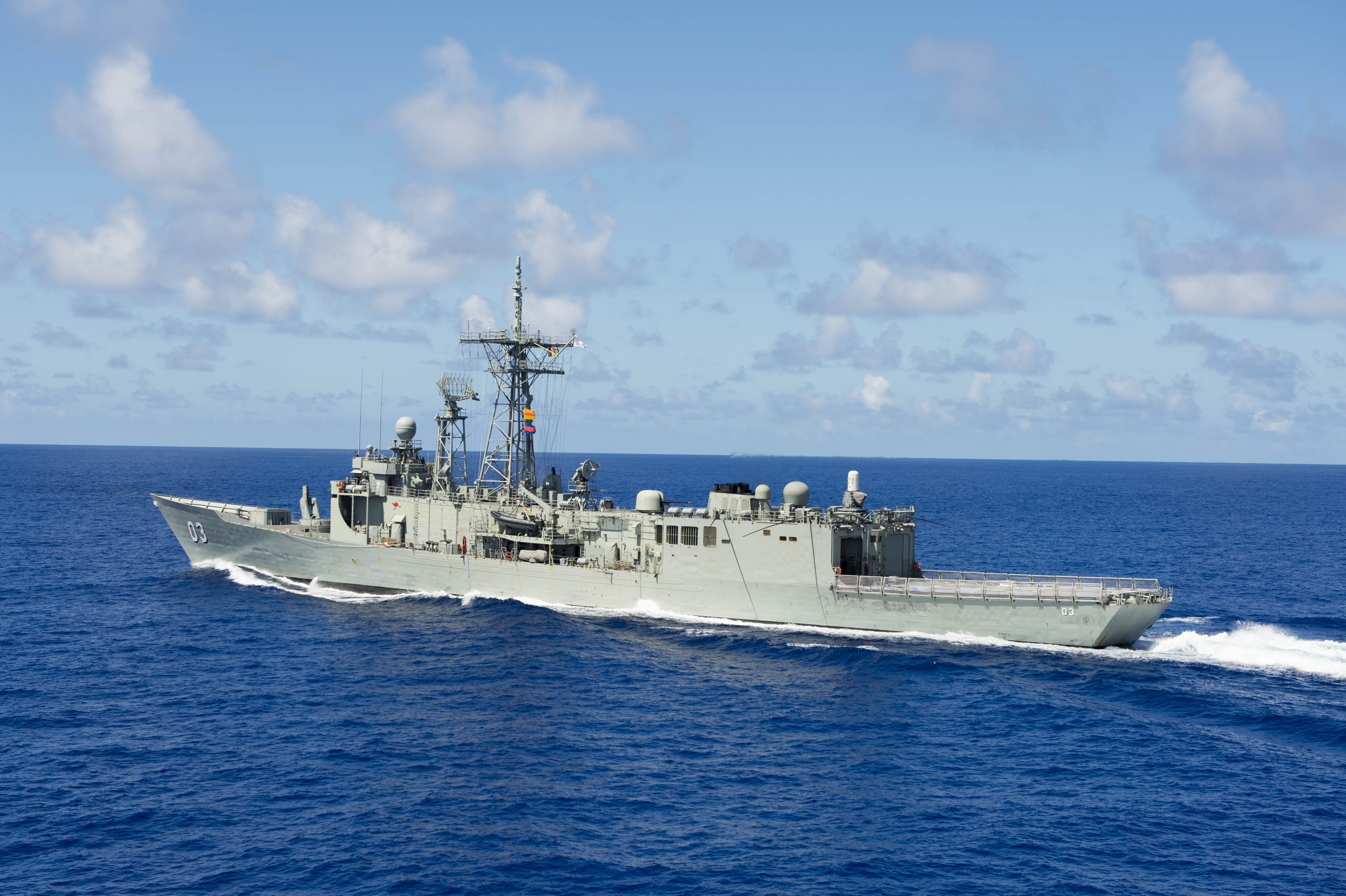
Sydney (FFG 03)

Poslední dvě jednotky této třídy byly po vyřazení prodány do zahraničí. Původně o ně projevilo zájem Polsko a Řecko. V listopadu 2019 zakoupení obou fregat odsouhlasil chilský parlament. Chilské námořnictvo plavidla zařadilo 15. dubna 2020 pod tradičními jmény Almirante Latorre (ex Melbourne) a Capitán Prat (ex Newcastle). Ve službě nahradí dvě původně nizozemské  fregaty třídy Jacob van Heemskerck.